# Budapests 17:e distrikt
Budapests 17:e distrikt är en del av huvudstaden Budapest i Ungern. Antalet invånare är 78 250.